# Calathea bella
Calathea bella  es una especie fanerógama de la familia Marantaceae, nativa de  Brasil.   

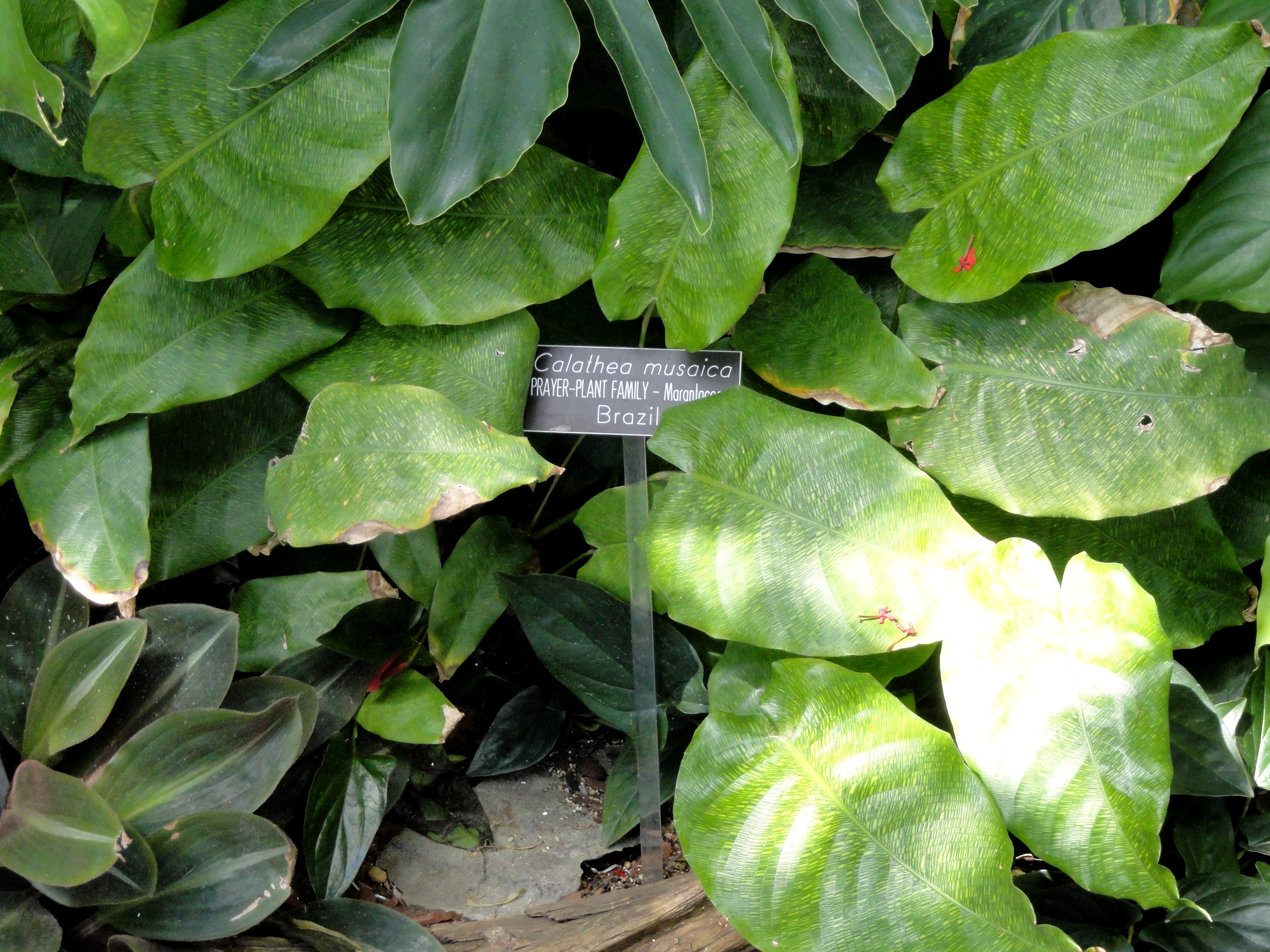
Hojas

## Descripción
Calathea bella tiene  hojas elíptico-ovadas de hasta 25 cm de longitud, ligeramente pilosas, de color verde-grisáceo, más oscuras a lo largo de los nervios del haz, y de color púrpura pálido en el envés. Pecíolo de hasta 15 cm de longitud.

## Taxonomía
Calathea bella fue descrita por (W.Bull) Regel y publicado en Gartenflora 28: 297. 1879.
Sinonimia
- Calathea cardiophylla K.Schum.
- Calathea musaica (W.Bull.) L.H.Bailey
- Maranta bella W.Bull
- Maranta kegeljanii E.Morren
- Maranta musaica W.Bull.
- Phyllodes bella (W.Bull) Kuntze[3][4]